# Thi Bá Vũ
Thi Bá Vũ (tiếng Trung: 施柏宇, tiếng Anh: Patrick Shih, sinh ngày 9 , 1996) là nam diễn viên, người mẫu Đài Loan, hiện tại trực thuộc công ty quản lý Giải trí Y Lâm. Anh xuất thân là người mẫu, nhờ vai diễn Vương Chấn Võ trong phim chiếu mạng "HIStory2: Việt giới" mà được mọi người biết tới, rồi bắt đầu sự nghiệp diễn viên. Năm 2019 tham gia diễn xuất trong phim thần tượng Đài Loan "Muốn gặp anh" vai Mạc Tuấn Kiệt mà độ nổi tiếng tăng vọt, nhận được nhiều chú ý, mở rộng độ nhận diện.

## Tác phẩm truyền hình

### Phim truyền hình/ phim chiếu mạng
| Ngày phát sóng | Kênh     | Tên phim                                 | Tên phim           | Vai diễn        | Ghi chú   |
| -------------- | -------- | ---------------------------------------- | ------------------ | --------------- | --------- |
| 30/2/2016      | WeTV     | Kỷ nguyên thể thao điện tử               | 電競紀元           | Nam Kha         | [ 2 ]     |
| 6/3/2018       | CHOCO TV | HIStory2: Việt giới                      | HIStory2：越界     | Vương Chấn Võ   | [ 3 ]     |
| 17/11/2019     | CTV, SCC | Muốn gặp anh                             | 想見你             | Mạc Tuấn Kiệt   | [ 4 ]     |
| 30/1/2021      | Douyin   | Nằm mơ đi! Tinh Tinh                     | 做夢吧！晶晶       | Bạn trai cá Koi | Phim ngắn |
| 29/7/2021      | IQIYI    | Tình yêu tuần hoàn                       | 循環初戀           | Diệp Hựu Ninh   |           |
| 4/1/2023       | Disney+  | Câu chuyện tội phạm Đài Loan - trật bánh | 台灣犯罪故事－出軌 | Lâm Học Văn     |           |

### Chương trình truyền hình
| Ngày phát sóng   | Kênh | Tên chương trình            | Ghi chú                                          |
| ---------------- | ---- | --------------------------- | ------------------------------------------------ |
| 2/5/2020         | WeTV | Sáng tạo doanh 2020         | Khách mời trợ diễn                               |
| 16/7 - 16/8/2020 | WeTV | Super Nova Games mùa 3      | Vận động viên nhóm diễn viên                     |
| 2/10 - 5/12/2020 | WeTV | Diễn viên mời vào chỗ mùa 2 | Định vị hiện trường cấp S, thứ hạng cuối cùng 15 |

### Điện ảnh
| Ngày phát sóng | Tên phim                               | Tên phim           | Vai diễn      | Ghi chú                    |
| -------------- | -------------------------------------- | ------------------ | ------------- | -------------------------- |
| 14/2/2022      | Rất muốn đến thế giới của em để yêu em | 好想去你的世界爱你 | Cao Ngang     |                            |
| 24/5/2022      | Truyện ma                              | 怪談               | Văn Kiệt      | Điện ảnh mạng Youku, IQIYI |
| 23/12/2022     | Muốn gặp anh: bản điện ảnh             | 想見你：電影版     | Mạc Tuấn Kiệt |                            |

## Tư liệu tham khảo
1. ↑  梅衍儂 (ngày 24 tháng 5 năm 2018). "【星級評論】先是人，然後才是明星". 噓！星聞 (bằng tiếng Trung). Bản gốc lưu trữ ngày 24 tháng 5 năm 2018.
2. ↑  廖慧娟 (ngày 7 tháng 2 năm 2017). "伊林藝人拍陸網劇 2個月粉絲破十萬". 中時電子報 (bằng tiếng Trung). Bản gốc lưu trữ ngày 22 tháng 5 năm 2018. Truy cập ngày 21 tháng 5 năm 2018.
3. ↑  林淑娟 (ngày 31 tháng 1 năm 2018). "陌生男送花施柏宇首次被告白". 中時電子報 (bằng tiếng Trung). Bản gốc lưu trữ ngày 1 tháng 2 năm 2018. Truy cập ngày 31 tháng 1 năm 2018.
4. ↑  "施柏宇《想見你》一度沮喪關衣櫃". 中時電子報 (bằng tiếng Trung). Bản gốc lưu trữ ngày 8 tháng 11 năm 2019. Truy cập ngày 10 tháng 2 năm 2020.